# Pianura della Konda
La pianura della Konda (in russo Кондинская низменность?, Kondinskaja nizmennost') è una estesa zona pianeggiante sulla riva sinistra dell'Irtyš nella Siberia Occidentale, in Russia. Dal punto di vista amministrativo si trova nel Circondario autonomo degli Chanty-Mansi-Jugra.
La pianura fa parte delle aree più basse del bassopiano della Siberia Occidentale. Il territorio è fortemente paludoso e copre quasi l'intero bacino della Konda e parte del bacino del fiume Tavda. A est diventa la pianura del medio Ob' (Среднеобская низменность), a nord confina con l'altopiano Severo-Sos'vinskaja (Северо-Сосьвинская возвышенность), a ovest e a sud diventa la pianura della Tura (Туринская равнина).
La superficie è costituita da depositi argillosi alluvionali e lacustre-alluvionali. Le elevazioni assolute all'interno delle regioni orientali della pianura della Konda non superano i 40-50 m, a ovest raggiungono i 65-80 m.
Nella sua metà settentrionale, su suoli sabbiosi e leggermente argillosi, ci sono foreste di pini; a sud, foreste di betulle e betulle-abete rosso-pino e muschio verde predominano su suoli fortemente podzolici e podzolico-paludosi. Tuttavia, la maggior parte del territorio (circa il 70% dell'area) è occupata da torbiere prive di alberi.

## Clima
Le precipitazioni annue sono di 430-470 mm, di cui più di 350 mm cadono durante il periodo caldo. Lo spessore del manto nevoso è di 40-55 cm.